# Výklenková kaple – poklona (Moravské Budějovice)
Výklenková kaple – poklona stojí ve volné krajině u silnice II/411 v úseku z Moravských Budějovic do Krnčic v okrese Třebíč. Kaplička je chráněná kulturní památka.

## Popis
Barokní výklenková kaplička – poklona je volně stojící drobná sakrální stavba postavena na půdorysu obdélníku na nízké podezdívce. Fasáda je hladká. V bočních a zadní stěně jsou prolomeny půlkruhově zaklenuté výklenky. Čelní a zadní průčelí je členěno nárožními pilastry. V čelním průčelí je prolomen hluboký půlkruhově zakončený výklenek (uzavřený mříží) se třemi segmentově zaklenutými plytkými nikami. V nikách jsou plechové obrazy. Korunní profilovaná římsa nese valbovou střechu s volutovým štítem ukončeným trojramenným křížem. Ve štítu je mělká segmentově zaklenutá nika. Střechu kryje pálená taška.
Výklenková kaplička byla v roce 2015 celkově restaurována.